# Хари Потер и Ватрени пехар (филм)
Хари Потер и ватрени пехар (енгл. Harry Potter and the Goblet of Fire) је фантастични филм из 2005. године, који је режирао Мајк Њуел. Ово је четврти филм у серијалу филмова о Хари Потеру и заснован је према истоименој књизи, коју је написала Џоан Кетлин Роулинг. Сценарио је написао Стив Клоувс. Прича прати Харијеву четврту годину на Хогвортсу, где га Ватрени пехар бира за учесника трочаробњачког турнира.
Главне улоге у филму тумаче: Данијел Редклиф (Хари Потер), Ема Вотсон (Хермајони Грејнџер), Руперт Гринт (Рон Визли), Мајкл Гамбон (Албус Дамблдор), Роби Колтрејн (Рубеус Хагрид ) и Брендан Глисон (Аластор Чудљивко). Ово је први филм у серијалу, који је добио ознаку PG-13 у Америци и 12А у Британији. Наставак је филма Хари Потер и затвореник из Аскабана, а прати га филм Хари Потер и Ред феникса.
Снимање је почело 2004. године. Пет дана након изласка, филм је зарадио 102 милиона долара у Северној Америци, што је трећи најуспешнији премијерни викенд за филмове о Хари Потеру, иза филмова Хари Потер и реликвије Смрти: Први део и Други део. Филм је био веома финансијски успешан, са зарадом од преко 897 милиона долара широм света, што га је учинило најуспешнијим филмом из 2005. године и шестим најуспешнијим филмом у серијалу.
Филм је био номинован за награду Оскар за најбољу сценографију, а освојио је награду БАФТА за најбољи дизајн продукције. Ватрени пехар је други филм из серијала који је био реализован у ИМАКС биоскопима. Један је од најбоље оцењених филмова у серијалу, хваљен је за виши ниво зрелости и префињености ликова, радње, тона, сценарија и глуме главних глумаца.

## Радња
Хари Потер има ноћну мору у којој је нормалски чувар имања убијен након што је чуо заверу лорда Волдемора, Питера Петигруа и трећег човека кога Хари не препознаје. Хари, заједно са Визлијевима, Хермионом, као и Седриком и Амосом Дигоријем присуствују Светском првенству у квидичу. После меча, Смртождери нападају турнир и човек из Харијеве ноћне море баца Мрачни знак.
У Хогвортсу, професор Дамблдор најављује да ће школа бити домаћин Трочаробњачког турнира заједно са Институтом Дурмстранг из Бугарске и Академијом Бобатонс из Француске. Ватрени пехар ће изабрати по једног ученика из сваке школе као њеног представника, а ученици млађи од седамнаест година не могу да учествују на турниру. Флер Делакер је изабрана за представницу Бобатонса, Виктор Крум за шампиона Дурмстранга, а Седрик Дигори као представник Хогвортса. Ватрени пехар затим бира Харија за четвртог шампиона, што изазва велику забуну. Многи ученици верују да је Хари варао и Рон почиње да га избегава, повређен што га Хари није обавестио кад се наводно пријавио.
За први подвиг, шампиони морају да украду змајево јаје. Професор Ћудљивко, нови наставник одбране од мрачних вештина, саветује Харија како да то уради, наговештавајући да може да употреби свој штапић да призове своју метлу. Сва четири шампиона успевају да украду змајева јаја. Рон се мири са Харијем након што је видео колико је први подвиг био опасан. За Божић, школа је домаћин Божићног бала − Хари и Рон не могу да иду са жељеним пратиљама, Чо Чанг (која иде са Седриком) и Хермионом (која иде са Виктором, на шта је Рон љубоморан). Седрик саветује Харија да употреби купатило за асистенте како би открио траг за други подвиг, користећи змајево јаје.
За други подвиг, шампиони морају да спасу вољену особу (Хари мора да спасе Рона, Седрик мора да спасе Чо, Виктор мора да спасе Хермиону, а Флер мора да спасе своју сестру) из Црног језера. Невил Лонгботом даје Харију шкргоров да му помогне да дише под водом. Седрик је на првом месту, а Харију је додељено друго место пошто је спасио не само Рона већ и Флерину сестру након што се Флер повукла са подвига. Касније, Хари проналази беживотно тело Бартија Чучња, службеника Министарства магије, у Забрањеној шуми. Касније улази у Дамблдорову канцеларију где улази у сито за мисли у којем присуствује претходном суђењу Игору Каркорофу, садашњем директору Дурмстранга, током Волдеморовог првог пада. Од Каркарофа се тражи да наведе имена оних који су служили Волдемору − он даје име Северуса Снејпа за кога јамчи Дамблдор.
За трећи подвиг, шампиони морају да пређу огромни лавиринт да би стигли до Трочаробњачког трофеја у његовом центру. Хари и Седрик стижу до пехара само да би схватили да је то телепортациони кључ који их води до гробља. Волдемор наређује Петигруу да убије Седрика. Петигру тада васкрсава Волдермора, који призива своје смртождере. Волдемор покушава да употреби убилачку клетву на Харију, али га овај одбија користећи чин експелиармус − појављују се духови Волдеморових претходних жртава и ометају Волдемора довољно дуго да Хари искористи пехар да се врати у Хогвортс са Седриковим лешом.
Хари обавештава Дамблдора да је Седрика убио Волдемор. Ћудљивко одвлачи Харија у своју канцеларију − он је шокиран када сазна да је Ћудљивко тај који га је пријавио на турнир и да му је помагао само како би осигурао Волдеморов повратак. Пре него што Ћудљивко покуша да убије Харија, Дамблдор, Снејп и Минерва Макгонагал га спречавају. Користећи веритасерум, сазнају да су заправо ухватили Бартија Чучња Млађег који је глумио Ћудљивка користећи вишесоковни напитак; прави Ћудљивко је био заточен. Чучањ Млађи је послат у Аскабан.
На крају турнира Дамблдор објављује да је Седрика убио Волдемор, иако Министарство магије пориче ове тврдње. Хари обавештава Дамблдора о његовом сусрету са Волдемором, а Дамблдор то описује као Приори Инкантатем. На крају, три школе су се опростиле једна од друге, а Хари, Рон и Хермиона су се сложили да ништа више неће бити исто.

## Улоге
| Глумац             | Улога                      |
| ------------------ | -------------------------- |
| Данијел Редклиф    | Хари Потер                 |
| Руперт Гринт       | Рон Визли                  |
| Ема Вотсон         | Хермиона Грејнџер          |
| Мајкл Гамбон       | Албус Дамблдор             |
| Рејф Фајнс         | Лорд Волдемор              |
| Брендан Глисон     | Аластор „Лудооки” Ђудљивко |
| Џејсон Ајзакс      | Луцијус Мелфој             |
| Роби Колтрејн      | Рубеус Хагрид              |
| Гари Олдман        | Сиријус Блек               |
| Алан Рикман        | Северус Снејп              |
| Миранда Ричардсон  | Рита Скитер                |
| Предраг Бјелац     | Игор Каркароф              |
| Тимоти Спал        | Питер Петигру              |
| Меги Смит          | Минерва Макгонагал         |
| Роберт Патинсон    | Седрик Дигори              |
| Францеса де ла Тур | Олимпа Максим              |
| Том Фелтон         | Драко Мелфој               |
| Метју Луис         | Невил Лонгботом            |
| Ворвик Дејвис      | Филијус Флитвик            |
| Бони Рајт          | Џини Визли                 |
| Џејмс Фелпс        | Фред Визли                 |
| Оливер Фелпс       | Џорџ Визли                 |
| Дејвид Тенант      | Барти Чучањ млађи          |
| Роџер Лојд-Пак     | Барти Чучањ старији        |
| Кејти Лоу          | Чо Чанг                    |
| Клеманс Поези      | Флер Делакер               |
| Станислав Јаневски | Виктор Крум                |
| Дејвид Бредли      | Аргус Филч                 |
| Ширли Хендерсон    | Јецајућа Мирта             |
| Роберт Харди       | Корнелијус Фаџ             |